# Guobuga
Guobuga (kinesiska: 果布嘎, 果布嘎彝族苗族布依族乡) är en socken i Kina. Den ligger i provinsen Guizhou, i den sydvästra delen av landet, omkring 170 kilometer väster om provinshuvudstaden Guiyang.